# 阿圓
一隻阿圓（1992年12月21日—），別稱阿圓，本名王莉茵，是台灣的女YouTuber、部落客及影片創作者。阿圓從小的夢想是成為新聞記者，大學畢業後，曾擔任電台DJ及電視節目企劃，之後開始經營YouTube頻道。初期內容以美妝影片為主，後來在韓國就讀語言學校期間，分享當地生活相關影片，逐漸獲得知名度，現在以經營YouTube個人頻道「一隻阿圓 I am CIRCLE」為主 。

## 爭議

### 公共衛生問題
由於嚴重特殊傳染性肺炎疫情在日本、南韓及台灣的影響，阿圓與網路實境綜藝節目木曜4超玩的主持人邰智源、溫妮、泱泱，此前各自在南韓、日本工作，回到台灣後，因于2020年2月20日沒戴上口罩就參加典禮，被外界質疑沒做自我管理，而引起眾多網友批評。3月2日晚上，一隻阿圓在臉書發文道歉，為全程沒戴口罩表達歉意，同時承諾將前往台大醫院進行篩檢，於3月7日週六回國自主管理期滿前，也會全程待在家中做好自我檢控。上班不要看在阿圓臉書留言表示，雖有勸退一些自三級警告區域歸國朋友，但對一二級警告區域歸國產業夥伴，的確沒有善盡監督的責任。不過上班不要看也強調：「依照現行防疫規定，阿圓本來就不需要隔離14天，是外出需佩戴口罩。所以與會人士也沒有隔離的需要」。此發言導致網友們砲轟質疑，紛紛留言批評。木曜4超玩于3月3日深夜发表道歉声明，表示将对旗下艺人实施自主隔离及频道自肃至3月14日。

## 外部連結
- YouTube上的阿圓頻道 （繁體中文）
- 阿圓的Facebook專頁 （繁體中文）
- 阿圓的Instagram帳戶 （繁體中文）